# 新・古着屋総兵衛
『新・古着屋総兵衛』（しん・ふるぎやそうべえ）は、佐伯泰英による日本の時代小説シリーズ。新潮文庫から書き下ろしで刊行されている。徳間文庫から刊行された『古着屋総兵衛影始末』シリーズの続編、前作『古着屋総兵衛影始末』シリーズが、2004年に刊行された11巻「帰還！」で「第一部 了」となってから7年ぶりのシリーズ再開である。前作は、最大の敵である柳沢吉保が失脚し、海外との交易によって大きく雄飛していく主人公・6代目大黒屋総兵衛勝頼の姿が描かれて終わった。今回のシリーズは、それから約100年の時を経た享和年間が舞台となる。登場人物を一新し、武家社会の衰退と矛盾が見え始めた時代に活躍する彼らの姿が描かれていくことになる。
本シリーズの第1作「血に非ず」というサブタイトルは、佐伯が人間ドックに入っている最中に思いついたもので、このサブタイトルはシリーズを通してのメインテーマになると予感しているという。また、この『新・古着屋総兵衛』シリーズが、自身が書く最後のシリーズ物になるだろうとも語っている。
最終巻発売前に佐伯が語ったことによると、幕府の権力者や政治家でさえ知らない異国の情報を持つ「商人」の鳶沢一族こそが時代を動かしていくということがメインテーマになっている。作品を執筆するにあたって常に「現代」を意識しており、またこの「新」シリーズは意識的に「女性」の活躍に光を当てたという。

## あらすじ
時代は享和2年（1802年）、大黒屋6代目・鳶沢総兵衛勝頼の活躍した元禄・宝永年間から97年の歳月が過ぎていた。このとき、大黒屋9代目の総兵衛勝典は労咳を患い、余命幾ばくもない身となっていた。嫡男を流行り病で失い、若いころに店の女中との間にできた子供も鳶沢一族を率いる器でないことが明らかとなり、一族は当主の嫡流が途絶えるという、かつてない危機を迎えようとしていた。後継者問題に頭を悩ませる大黒屋幹部たちに、死の病に冒された勝典は「血に非ず」と一言告げる。
この言葉の真意を確かめることができずにいるうちに、勝典の病は進行し、ついに没することとなる。一族による密葬のあと、店の地下にある大広間で後継者を定めるための会議を続ける一番番頭の信一郎と長老たちのもとに、今坂勝臣という若者が店を訪れたことが伝えられる。それはかつて総兵衛勝頼が交趾を訪れた際に、現地の娘との間になした子の子孫であった。それが真実であることを確かめた信一郎と長老たちは、その器を見極めたうえで鳶沢一族の新頭領として迎え入れることを決める。故郷を追われて日本に辿り着いた勝臣もまた、その提案を受け入れることを決意する。ここに大黒屋10代目・鳶沢総兵衛勝臣が誕生し、今坂一族を加えた新たな大黒屋が生まれることとなる。

## 登場人物

### 大黒屋

#### 鳶沢一族
大黒屋 総兵衛 勝頼（だいこくや そうべえ かつより）
大黒屋6代目当主。前作『古着屋総兵衛影始末』シリーズ主人公。大黒屋の中興の祖として一族に敬われている。享保17年（1732年）2月14日に死去。
大黒屋 総兵衛 勝典（だいこくや そうべえ かつのり）
大黒屋9代目当主。物語開始時点で36歳。労咳にかかり、1巻『血に非ず』にて病死。
大黒屋 総兵衛 勝雄
大黒屋8代目当主。勝典の父。物語開始時点で故人。
幸之輔（こうのすけ）
勝典の嫡男。流行り病により、11歳で死亡。
由紀乃
勝典の内儀。幸之輔の死後、精神を患い実家へ帰る。
光蔵（みつぞう）
大黒屋の大番頭。物語開始当時60歳。
大黒屋の大番頭は、代々庭の一角で薬草を育てるという伝統があり、光蔵もそれにならって薬草園を作り手入れをしている。
信一郎
大黒屋の一番番頭。琉球出身で、前作『古着屋総兵衛影始末』シリーズの一番番頭・信之助の孫。英吉利製の決闘用拳銃2丁を使いこなす。祖父から総兵衛勝頼仕込みの技と素手で戦う琉球武術を仕込まれる。琉球武術の腕前は達人級で、また6代目総兵衛を想起させる祖伝夢想流の技前から「六代目仕込み」の異名を持つ。
参次郎
大黒屋の二番番頭。
雄三郎（ゆうざぶろう）
大黒屋の三番番頭。
重吉（じゅうきち）
大黒屋の四番番頭。
安左衛門（やすざえもん）
駿府鳶沢村の分家の長老。一族の最長老で、物語開始当時77歳。
仲蔵（なかぞう）
大黒屋琉球首里店の総支配人。一番番頭・信一郎の実父。物語開始当時55歳。
田之助
大黒屋の手代。手足が長く、江戸と駿府鳶沢村の間を4昼夜で往来するため、「早走り」の異名を持つ。
華吉（かきち）
大黒屋の手代。含み針の使い手で、畳針を急所に打ち込む技にも長ける。
九輔（きゅうすけ）
大黒屋の手代。身軽で「猫の九輔」の異名を持ち、縄の扱いも巧み。鳶沢村から奉公に出てきた当初、江戸の暮らしに慣れず、夜には泣いて過ごしていたところ、大黒屋の飼い猫だった先代のひなに慰められた。それ以来、彼もひなに懐き、ひなも彼の後をついてくることが多かったため「猫つきの九輔」と呼ばれ、それがやがて「猫の九輔」となった。この異名とは裏腹に本当は犬好き。
おりん
大黒屋の女中。奥向きを取り仕切っており、病に伏した勝典の世話を任されていた。年齢は25歳（物語開始当初）。安左衛門の姪で、鳶沢一族の中でも美貌と賢さで知られる。大黒屋に奉公に出たのは13歳の時で、当初から美しさと才気が評判となり、「富沢町小町」の異名で呼ばれている。
銀次
大黒屋の小僧。鉤縄を使う。
松吉
大黒屋の小僧。
天松（てんまつ）
大黒屋の小僧。6巻『転び者』で手代見習いに昇格。背丈が5尺8寸（約176センチ）あり、同輩から「ひょろりの天松」「ひょろ松」と呼ばれている。勘が鋭く、闇に紛れて尾行することが得意。長さ2尺5寸（約7.6センチ）の畳針に似たものを指の間に隠し、危機に陥った際は呆けた真似をしながら相手を油断させ、隙を窺って片手を振り抜いて相手の顔などに飛ばした針を突き立てる技を得意とする。江戸育ちで、富沢町内で古着商いをする鬼六とおつまを父母に持つ。鬼六とおつまは、情報収集のため荷を担いで行商に出る任務を負うこともある。後に綾縄を使いこなし、「二代目綾縄小僧」を名乗ることを勝臣に許される。
潮吉
船頭。
坊主の権造（ぼうずのごんぞう）
大黒屋の荷運び頭。坊主頭で、怪力の大男。
棹差しの武男
権造の配下。
常五郎（つねごろう）
鳶沢村の若者頭。
美吉（よしきち）
鳶沢村の若い衆。
達次
鳶沢村の若い衆。
有度の恒蔵（うどのつねぞう）
鳶沢村の助長老の1人で、久能山衛士を束ねる組頭。村の道場の師範代の1人で、鳶沢村四天王の1人。
根古屋の仁助（じんすけ）
鳶沢村に残る戦闘員の中核で四天王の1人。普段は野菜を作って江尻や府中の旅籠に卸す仕事をしている。
五右衛門（ごえもん）
安左衛門の実弟。鳶沢村の道場で師範を任されている。
鍛冶屋の稲三郎、漁師の加吉
鳶沢村四天王。恒蔵や仁助とともに村の道場の師範代をしている。
おしげ
鳶沢村の娘。初登場時は15歳。鍛冶屋の弥五郎の娘で、勝臣の人別（戸籍）上では妹。
壱蔵（いちぞう）
深浦の船隠しの浜の長。元は大黒丸の船手代だったが、事故で左足を失った後、自ら望んで船を下り、深浦の船隠しで一族の下働きとして奉公するようになった。足は不自由だが、動きは機敏。
市蔵
大黒屋の見習番頭。
満次郎
大黒屋の手代。
広一郎（こういちろう）
弥生町の古着屋「柏や」の主。「柏や」は大黒屋の出先機関であり、地下通路で大黒屋と繋がっている。
百蔵（ひゃくぞう）
古着の担ぎ商い。
ひな
大黒屋の飼い猫である黒猫。6代目総兵衛以来、大黒屋の飼い猫は黒猫で、「ひな」と名付けることになっている。
さくら、甲斐、信玄
大黒屋で飼っている甲斐犬。内藤新宿の古着屋から譲り受けてきた犬で、さくらが雌であとの2頭が雄。
お香
おりんの母親。おりんの前に富沢町の奥向きを取り仕切っていた。おりんに奥向きのことを任せて鳶沢村に隠棲していたが、大黒屋に今坂一族が加入するのに伴い、彼らに日本語や漢字を教える師匠の役割を担うため再び呼び出される。
おりんの父は、安左衛門の末弟の海次郎（かいじろう）。2人で所帯を持とうと思い合っていたが安左衛門に反対され、海次郎は村を出たところで始末されたことになっていた。実際には、追っ手の者に死んだということにされて、越前国の曹洞宗永平寺で修業を続けている。
武七郎（ぶしちろう）
「波乗りの武七郎」の異名をとる若者。
華
四番番頭・重吉の末の妹。鳶沢村から江戸の大黒屋に来て、奥向き奉公の見習となる。
海生（かいせい）
信一郎とおりんの子。

#### 池城一族
池城 具高（いけぐすく ともたか）
琉球の池城一族の長。
幸地 達高（こうち たっこう）
大黒丸の副船頭。舵方を務める。のちに大黒丸の船長に就任。
幸地 龍助（こうち りゅうすけ）
達高の末弟。
金武 陣七（きん じんしち）
大黒丸の主船頭。頭痛持ちで、天気の変わり目に頭が痛む。
金武（きん）陣三郎
大黒丸の水夫頭。陣七の息子。
利き耳の唐助
池城一族。聴覚が人の何倍も優れている。
阿呆鳥の朋親（あほうどりのともちか）
池城一族。18歳。ヌンチャクの使い手。

#### 今坂一族
今坂 勝臣（かつおみ）
6代目総兵衛勝頼の曾孫。交趾での名はグェン・ヴァン・キ。身長6尺2寸（約188センチ）余。交趾を訪れた勝頼と、当地に住む今坂理右衛門の孫娘ソヒとの間に生まれた子・理総（としふさ）の孫にあたる。今坂一族の嫡男は日本語の習得を義務付けられていたため、日本語は堪能。
9代目総兵衛勝典の死から6日後（影七日）に、双鳶の紋をつけた夏羽織を身に着けて大黒屋に現れる。安南の政変で父母を毒殺され、イマサカ号に一族全てを乗船させて日本まで航海して来た。後継者不在により危機に陥った鳶沢一族の新当主として迎え入れられ、当人も熟慮の末それを受け、大黒屋10代目となる。
グェン・ヴァン・チ / 千恵蔵
勝臣の従兄弟。イマサカ号の航海方と副船長を兼務する。「千恵蔵」は和名。
勝幸（かつゆき）
勝臣の弟。
おふく
勝臣の妹
お由
勝臣の大叔母。
今坂 恭子（いまさか きょうこ）
勝臣の母。当初は勝臣の父・長右衛門（ちょうえもん）とともに死亡したと思われていたが、難を逃れ、越南の一隅に潜んでいた。
梅 香林（ばい こうりん） / 林 梅香（はやし ばいこう）
今坂一族とともに日本へ渡って来た卜師。1尺（約30センチ）ほどの白いあごひげを伸ばした小柄な老人。柳沢吉保が鳶沢一族にかけた呪いに気づく。林梅香の名は、日本に定住する決意をした際に改名したもの。
グェン・ヴァン・フォン / 具円 伴之助（ぐえん ばんのすけ）
イマサカ号船長。和名・「具円 伴之助」。
海風の帆助（はんすけ）
イマサカ号の水夫頭。「帆助」は和名。
魚吉（うおきち） / ウォッキ
ツロン河港で働いていた石工の親方。ウォッキは交趾での名前。
風吉（かぜきち）
今坂一族の者で、火薬方を務める。異国の火薬の扱いに長けた人物。

#### 柘植衆
柘植 宗部（つげ そうぶ）
柘植衆の頭領。鳶沢一族と合流後、信一郎とともに準長老としての身分を与えられる。
柘植 満宗（つげ みつむね）
宗部の嫡男。登場時、27歳。
新羅 次郎、新羅 三郎、信楽 助太郎
柘植衆の若者たち。それぞれ20歳、18歳、17歳。
だいなごん / 正介（しょうすけ）
柘植一族の元で育てられた孤児。元は加太峠に放置されていた赤子で、首にかけたお守りの中に「だいなごん」と書かれた札があったことから、だいなごんの名で呼ばれてきた。お守り袋の中には、元・幕府の火術方の同心・佐々木五雄の一子・正介と書かれた薄紙が火薬の作成法を記した紙とともに入れられている。
柘植一族が大黒屋の配下につくことになった後、大黒屋の一員となるべく、本名の正介を名乗り小僧として修業を始める。
佐々木五雄は寛政の改革が行われていた時分に、与力・吉阪兵右衛門の妻・小夜と惹かれ合い、江戸を出奔したが、その後の消息は不明となっていた。

#### その他、大黒屋に迎え入れられた人物
ちゅう吉 / 忠吉
湯島天神でおこもをしている少年。天松に私淑し、大黒屋の密偵のような役割を果たす。第5巻『○に十の字』にて、鳶沢一族に迎え入れられ、大黒屋の一員となることが決まる。
北郷 陰吉（きたごう かげよし）
薩摩藩の目付配下の密偵。外城道之島（奄美群島）出身。鳶沢一族に捕らえられ、転ぶ（寝返る）。
隆吾郎（りゅうごろう）、来一郎（きいちろう）
3代目大黒屋のころから、大黒屋に代々出入りする大工の家の棟梁と、その息子。第9巻『たそがれ歌麿』にて、大黒屋の地下にある船隠しの存在に気付いたことがきっかけで、鳶沢一族に迎え入れられる。
加納 恭一郎（かのう きょういちろう）
外科を専門とする蘭方医。父は御典医で蘭方医の加納玄伯（かのう げんぱく）。
飛助（とびすけ）
美濃・近江の国境にある伊吹山を縄張りにしてきた伊吹衆の若者。黒伊吹流の鎖鎌の使い手。

### 影
本郷丹後守康秀（ほんごう たんごのかみ やすひで）
7000石の直参旗本。御側衆を務め、当代将軍の徳川家斉の寵愛を受けている。御城表、中奥、大奥に勢力を張る実力者。鳶沢一族と対立し、薩摩藩と結託して暗躍するが、日光の霊廟で勝臣に討たれる。
鶴間 元兵衛（つるま もとべえ）
康秀の用人。
九条文女（くじょう あやめ）
五摂家の1つ・九条家の娘。本郷康秀の死後、影の任に就く。

### 幕府関係者
寔子（ただこ）
11代将軍・徳川家斉の正室・茂姫。薩摩藩の藩主・島津重豪の娘。
牧野 備前守 忠精（まきの びぜんのかみ ただきよ）
老中の1人。越後長岡藩の9代目藩主で、三名君の1人として名高い。
本庄豊後守義親（ほんじょうぶんごのかみよしちか）
大目付。物語開始当初35歳。代々大目付の職に就いてきた家柄で、当代の義親も道中奉行を兼帯する大目付首席の地位にある。6代目総兵衛勝頼以来、大黒屋とは100年余にわたる親戚付き合いをしてきた、大黒屋の強力な味方であり理解者でもある。
石出帯刀
牢屋奉行。
牧野忠精
江戸幕府老中。越後長岡藩藩主。京都所司代を務めていた当時、九条文女と深い仲になるが、牧野の出世を望む野心が幕府、朝廷のためにならないとみなされ、縁を切られる。

### 町奉行所
根岸肥前守鎮衛（ねぎしひぜんのかみしずもり）
南町奉行。大黒屋との会談を通し、古着大市の開催を許可する。
田之内 泰蔵（たいぞう）
南町奉行所の内与力。昼行灯と陰口を叩かれるが、根岸鎮衛の懐刀を務める切れ者。
鈴木 主税（すずき ちから）
北町奉行所の定町廻り同心。大黒屋代々の出入り役人。
小吉
「葭町（よしちょう）の親分｣と慕われる、大黒屋出入りの御用聞き。
沢村 伝兵衛
南町奉行所の市中取締諸色掛同心。元は牢屋同心の打役（罪人を打擲する役）で、一撃無楽流居合いの遣い手。
土井 権之丞（どい ごんのじょう）
南町奉行所の市中取締諸色掛与力。薩摩藩の手先となり、大黒屋の商いを妨害するが、鳶沢一族により始末される。
池辺 三五郎
南町奉行所の市中取締諸色掛同心。土井の配下。
井上 正美（まさみ）
南町奉行所の定町廻り同心。沢村伝兵衛とは幼馴染の親友。

### 薩摩藩
島津重豪（しまづ しげひで）
薩摩藩8代目当主。
秩父 季保（ちちぶ ときやす）
薩摩藩の家老。
強臑の冠造（こわすねのかんぞう）
薩摩藩の急ぎ飛脚。藩と京屋敷、江戸藩邸を結ぶ役。
鬼口の弐兵衛（おにぐちのにへえ）
冠造の弟分。外城（とじょう）衆の1人で、開聞岳の西麓の浜で生まれた。5尺に満たない小柄な体をどのような場所にも紛れ込ませ、薩摩と江戸の間を20日余で走り切る走力の持主。
ゆだいくりの虎次（ゆだいくりのとらじ）
冠造の末弟分。弐兵衛と同様、身分の低い外城衆の者。6尺を超える長身で、半開きの口の端からゆだい（涎）がいつも垂れている。その痩身からは予想もつかない怪力の持主で、涎を垂らした顔に油断した相手を両腕で締め付けて骨まで砕く。
伊集院 監物（いじゅういん けんもつ）
薩摩藩京屋敷詰めの目付。

### ベトナム
嘉隆（ザーロン）
越南国阮王朝初代皇帝。本名、阮福映。
川端 次郎兵衛
越南在住の和人。総兵衛勝臣とは旧知の仲。
川端 太郎 / ノイ・ティエン・ニヤット
次郎兵衛の嫡子。

### その他
桂川甫周国瑞（かつらがわ ほしゅう くにあきら）
蘭医。徳川将軍家の奥医師も務める。総兵衛勝典を診察し、労咳と診断する。その後も、勝典の死の間際まで治療を施す。
お香
元・大黒屋の奥向きの女中。勝典との間に男子をもうけるが、8代目総兵衛の勘気に触れ、解雇される。現在は、やくざ稼業と荷揚げ人足の口入稼業の二足のわらじを履く安房屋宣蔵の情婦となり、深川櫓下にある女郎屋「角一楼（かどいちろう）」の女主に収まっている。
勝豊（かつとよ）
勝典とお香との間に生まれた子。
三井八郎右衛門高清
呉服商・三井越後屋の当代。
万屋松右衛門
江戸の古着商の代表である年寄の1人。
坊城 麻子（ぼうじょう あさこ）
南蛮骨董商を営む女性。中納言坊城家の出身で、『古着屋総兵衛』シリーズに登場した坊城崇子の子孫。
坊城 桜子（ぼうじょう さくらこ）
坊城麻子の娘。物語開始時点で18歳。南蛮骨董商の仕事を継がせるため、京都に修行に出されていた。父親は松平伊豆守乗完。
坊城 公望（ぼうじょう きんもち）
坊城家の当主。位は中納言。今上天皇の近習を務める。
砂村葉
14歳。本郷家の陪臣の娘。
賀茂 火睡（かも かすい）
大黒屋を呪う闇祈祷を行っている陰陽師。柳沢吉保に命を下された初代・賀茂火睡から数えて4代目。
李黒（りこく）
大黒屋を呪う闇祈祷を行っている風水師。
中村 歌児（なかむら うたじ） / 里次（さとじ）
本郷康秀のお気に入りの陰間。本名は里次。本郷康秀の日光代参に随行させられ、殺害されそうになるが勝臣に救われる。その後、役者になるため中村座で修行を積む。
御蔵屋冶右衛門（みくらややえもん）
総兵衛勝頼の代から大黒屋と取引をしている加賀の豪商。当代の冶右衛門は11代目。
銭屋五兵衛（ぜにやごへえ）
加賀藩御用商人。
川端次郎兵衛
ホイアンの日本人町に住み暮らす和人で妖術師。グェン・ヴァン・キ（今坂勝臣）の生存を知った今坂一族の政敵によって、日本に送り込まれた。
ダン・ゴック・タイン
グェン・ヴァン・キ（今坂勝臣）の幼馴染。ツロンに在住していたイギリス人で、グェンとは、ともに学び将来の夢を語り合った仲。タイン家没落後、ツロンから退去していたが、安南の政変後にツロンに帰国。レピアー剣の遣い手。
樫山 孫六（かしやま）
長岡藩藩士。中屋敷の寄合組用人。藩の汚れ仕事を務める。
小此木 平四郎（おこのぎ）
長岡藩藩士。真影流の免許皆伝の腕前で、日置流雪荷派の弓術の達人でもある。御番衆を務めていたが、樫山に抜擢されて、中屋敷付となる。
筑後 平十郎（ちくご へいじゅうろう）
西国筑前秋月藩の元藩士。丹石流の免許皆伝の腕前。

## 用語
鳶沢一族（とびさわいちぞく）
初代将軍・徳川家康より、徳川幕府を影から護る隠れ旗本としての任を与えられた一族。江戸時代の初期、開発が始まったばかりで治安が悪く無法者が跋扈する江戸の地を、助命と引き替えにそこに巣食う夜盗達を一掃した鳶沢成元の子孫。その後、千代田城の鬼門にあたる地と古着商の権利と共に影旗本としての任務を授けられ、家康の死後はその最初の埋葬地である久能山の地に隠れ里をつくり、徳川幕府の聖地を護る任務も与えられた。
前シリーズの主人公・6代目総兵衛勝頼を中興の祖とし、隠れ旗本として力を蓄えた。しかし、勝頼が海外へ渡航し帰国したことで幕府に目をつけられ、以来公儀による監視の目が注がれるようになった。そして勝頼の死後、大黒屋に度々幕府の手が入り、その度に勢力を削がれてきた。また、長らく実戦から遠ざかっていたため、戦を知らない者も増えた。
鳶沢一族は、直系の男子によって継承されてきて、7代目勝成、8代目勝雄、9代目勝典と続いたが、勝典が跡継ぎを遺さないまま死んだため、嫡流は途絶えることとなった。
大黒屋の当主が死に臨んだとき、離れにある当主の座敷から地下の大広間に移され、そこで死を迎えることとなっており、亡骸は久能山の鳶沢村に移し江戸の大黒屋で総兵衛の霊が留まる影七日を一族の後継者が臨終の場に残って霊をお護りする習わしとなっている。
大黒屋
江戸富沢町に店を構える古着屋。鳶沢一族の表の顔である古着商としての拠点で、琉球首里にも支店がある。庭の中に離れがあり、そこを主・総兵衛の住まいとしている。店の地下には大広間が設えてあり、一族の集会や武芸の鍛錬のために使用されている。この大広間は主の住む離れや内蔵から通ずる秘密の階段から入れる他、店の前を流れる入堀に架かる栄橋下の石垣の一部から船隠しに船で乗り入れることも出来る。
影
隠れ旗本である鳶沢一族に、影御用を命ずる存在。連絡をつける時には、初代“影”である本多正純の通称である「弥八郎」の名からとった「やはち」の崩し文字が記された文が届けられる。6代目総兵衛勝頼が海外渡航より帰ってからは、“影”からの連絡は長らく途絶えていた。
池城一族（いけぐすくいちぞく）
琉球に住まう一族。大黒屋が琉球首里に支店を構えたことと6代目総兵衛の琉球訪問をきっかけに鳶沢一族との親交が始まり、この時代に至るまで血の絆によって固い結束を生み出している。
今坂一族
交趾（ベトナム）のツロンで安南政庁の重職に就く名家。先祖は日本の西国の大名に仕えていたが、当地に流れ着いてそこに根を張って生きてきた。政変により国を追われ、残った一族全てをイマサカ号に乗せて日本にまで渡航してきた。
一族の男達は優れた戦士として鍛えられており、弩の扱いにも長じている。
柘植衆（つげしゅう）
本能寺の変の後、徳川家康の伊賀越えを援けた伊賀衆の一族。家康の東国入りに随身せず、伊賀の里に残った者たちの末裔で、山間に潜みながら貧しい暮らしを続けてきた。
五機内摂津高木助直
信一郎が祖父・信之助から譲られた刀。刃渡り2尺4寸3分。
来国長（らいくになが）
総兵衛勝頼が、ソヒとの間に生まれた理総に、双鳶の紋付夏羽織と共に贈った脇差。刃渡り1尺6寸2分（約50センチメートル）。茎には、「来国長」の銘の脇に「祝勝頼誕辰」と刻まれている。
三池典太光世（みいけでんたみつよ）
鳶沢成元が徳川家康から拝領した刀。大黒屋10代目就任と共に勝臣に渡される。
第三大黒丸
大黒屋琉球首里店所蔵の二檣帆船。異国との交易のために使用される。6代目総兵衛勝頼の時代の名残のある船で、前シリーズに登場した大黒丸から数えて3代目に当たる。和船の2700石の荷が積まれ、前後の帆柱に2枚ずつの帆を張れる。舵は固定型で高櫓から梶棒により操舵する。舳先の補助帆、船尾の縦帆を含め計6枚の帆は帆柱から横桁に縮小固定され、拡帆の際は水夫が縄梯子を上がって横桁から縄を解いて広げる。
海賊などに遭遇した際の備えとして、上甲板下に一層だけ砲甲板を設け、18ポンド艦上砲を4門ずつ計8門装備している。
イマサカ号
今坂家所有のガレオン型三檣巨大帆船。イギリスではバーク型と呼ばれる3本帆柱の帆船。安南の政変でツロンの地を追われた一族150数人を乗せて日本にまで到達した。
舳先には鳶沢一族の紋章でもある双鳶の像を据えてあり、舳先から船尾まで200尺（約60メートル）以上、船幅は60尺以上。
自衛のため、砲甲板が3層設置され、上砲列甲板に12門ずつ両舷に主力砲である24ポンド砲が装備されている。他にも短砲身の巨大なカロネード砲2門、12ポンド砲など計66門を装備している。砲弾も、ぶどう砲弾や短銃の銃弾を詰めた散弾、2つに割れた砲弾が鎖に結ばれたまま飛び敵艦を破壊する鎖弾などが用意されている。
深浦の船隠し
大黒丸を停泊させるため、深浦湾の入り江に造られた大黒屋の拠点。6代目総兵衛勝頼が交易で得た資金を投じ、その死後も7代目勝成、8代目勝雄と工事を受け継いで完成させた。
浜一帯に船着場と造船場と物産蔵7つを設け、その背後に一族の頭領が逗留するための総兵衛館と称する城館が建つ。物産蔵には琉球首里店で集められた異国の品々を運び込み、小分けにして富沢町の内蔵に移送される。総兵衛館は湊門と山門を持ち、約57000坪の敷地の周囲を堀が取り巻いている。長屋も設置され、鳶沢一族と池城一族の者がそこに常駐している。
宝永四年の大難破
総兵衛勝頼の乗った大黒丸が、南蛮帆船カディス号と交戦し、船体に大打撃を受けてその行方を絶った事件（前シリーズ『難破！』より）。宝永4年（1707年）の出来事で、当主が長期間不在となった大事件として、鳶沢一族の間で語り継がれている。
鳶沢一族戦記
鳶沢一族の戦いの歴史を記録した書。初代大番頭・鳶沢正右衛門（しょうえもん）に始まって、大黒屋の大番頭が代々書き続けてきたもので、物語開始時点で37巻に達している。
決闘用拳銃
総兵衛勝臣が所持する、象嵌が施された八角の滑腔銃身の拳銃。イギリス商人から贈られたもので、元は貴族の持ち物。
新・十文字船団
薩摩藩の交易船を警護するための武装船団。100年前に大黒屋との海戦に敗北したことを踏まえ、オランダの帆船の長所・利点を取り入れた和船で結成されている。和洋折衷の大帆船・薩摩丸を旗艦とし、7隻で構成される。
薩摩丸
二檣縦帆型帆船。3000石を超える大船で、24ポンド砲を左右両舷に7門ずつ装備。

## 作品リスト
1. 血に非ず（2011年1月28日発売）ISBN 978-4-10-138046-9
2. 百年の呪い（2011年9月28日発売）ISBN 978-4-10-138047-6
3. 日光代参（2012年2月28日発売）ISBN 978-4-10-138048-3
4. 南へ舵を（2012年7月28日発売）ISBN 978-4-10-138049-0
5. ○に十の字（2012年11月28日発売）ISBN 978-4-10-138050-6
6. 転び者（2013年5月27日発売）ISBN 978-4-10-138051-3
7. 二都騒乱（2013年11月28日発売）ISBN 978-4-10-138052-0
8. 安南から刺客（2014年5月28日発売）ISBN 978-4-10-138053-7
9. たそがれ歌麿（2014年11月28日発売）ISBN 978-4-10-138054-4
10. 異国の影（2015年5月28日発売）ISBN 978-4-10-138055-1
11. 八州探訪（2015年11月28日発売）ISBN 978-4-10-138056-8
12. 死の舞い（2016年5月28日発売）ISBN 978-4-10-138057-5
13. 虎の尾を踏む（2016年11月28日発売）ISBN 978-4-10-138058-2
14. にらみ（2017年5月27日発売）ISBN 978-4-10-138059-9
15. 故郷はなきや（2017年12月23日発売）ISBN 978-4-10-138060-5
16. 敦盛おくり（2018年5月27日発売）ISBN 978-4-10-138061-2
17. いざ帰りなん（2018年11月28日発売）ISBN 978-4-10-138062-9
18. 日の昇る国へ（2019年5月29日発売）ISBN 978-4-10-138063-6